# 横浜市立東中田小学校
横浜市立東中田小学校（よこはましりつ ひがしなかだしょうがっこう）は、神奈川県横浜市泉区中田東にある公立小学校。

## 沿革
- 1968年（昭和43年）4月1日 ‐ 横浜市立中田小学校から独立[2]。

## アクセス
- 横浜市営地下鉄 ‐ 中田駅から徒歩10分[3]。
- 神奈川中央交通バス‐鳥が丘経由戸塚駅行きより福祉センター前下車、徒歩10分[3]。